# Franciszek Józef I
Franciszek Józef I (niem. Franz Joseph I.; węg. I. Ferenc József; ur. 18 sierpnia 1830 w pałacu Schönbrunn koło Wiednia, zm. 21 listopada 1916 tamże) – przedstawiciel domu habsbursko-lotaryńskiego, w latach 1848–1916 cesarz Austrii i król Węgier, król Czech i król Chorwacji, w latach 1848–1866 Prezydent Związku Niemieckiego.

## Młodość
Franciszek Józef był najstarszym synem arcyksięcia Franciszka Karola, brata i następcy cesarza Ferdynanda I oraz Zofii Wittelsbach, księżniczki bawarskiej. Czworgiem jego rodzeństwa byli:
- Maksymilian Ferdynand Józef (1832–1867) – cesarz Meksyku
- Karol Ludwik (1833–1896) – arcyksiążę
- Maria Anna (1835–1840) – arcyksiężniczka
- Ludwik Wiktor (1842–1919) – arcyksiążę

Wychowywał się w pałacu Schönbrunn, odebrał staranne wykształcenie. Posługiwał się kilkoma językami, choć w oficjalnych kontaktach używał tylko niemieckiego i węgierskiego. Już w młodych latach przeszedł szkolenie wojskowe. W wieku 10 lat został podporucznikiem, a 3 lata później pułkownikiem. Podczas wojny austriacko-piemonckiej przeszedł chrzest bojowy w bitwie pod Santa Lucia 6 maja 1848.

## Pierwsze lata na tronie Austrii
Dramatyczne wydarzenia Wiosny Ludów w monarchii habsburskiej uświadomiły otoczeniu cesarskiemu konieczność zmian. Cesarz Ferdynand I, zwany „Dobrotliwym” był bowiem osobą chorą, ograniczoną umysłowo, niezdolną do sprawowania władzy. Zdecydowano się zatem skłonić go do abdykacji. W takiej sytuacji, zgodnie z zasadami dziedziczenia korona przypadałaby jego bratu, Franciszkowi Karolowi. Zgodzono się jednak co do tego, że tron powinien objąć młody władca, pozbawiony zobowiązań wobec zrewoltowanych ludów monarchii. Wówczas Franciszek Karol zrezygnował z korony na rzecz swego najstarszego syna, który początkowo miał przybrać imię Franciszek II, ale ostatecznie uznano, że imiona Franciszek Józef lepiej zaznaczą rozpoczęcie nowego rozdziału.
2 grudnia 1848 w pałacu biskupim w Ołomuńcu osiemnastoletni Franciszek Józef I został proklamowany cesarzem Austrii. Jego pierwszym zadaniem było stłumienie rewolucji, wstrząsających cesarstwem. W marcu 1849 nowy cesarz rozwiązał obradujący w Kromieryżu sejm austriacki. Najpoważniejsze problemy wiązały się z sytuacją na Węgrzech, gdzie trwało powstanie. Franciszek Józef był zmuszony prosić o pomoc cara Rosji, Mikołaja I. Na Węgry wkroczyła armia rosyjska pod dowództwem feldmarszałka Iwana Paskiewicza. Stłumienie tego ruchu do jesieni 1849 pozwoliło mu umocnić władzę. Wydany w 1851 patent sylwestrowy cofał ustępstwa konstytucyjne z okresu Wiosny Ludów i ponownie kierował Austrię na tory absolutyzmu. 
18 lutego 1853 doszło w Wiedniu do nieudanego zamachu na 23-letniego cesarza. Zamachowcem był węgierski anarchista, czeladnik krawiecki János Libenyi, który rzucił się na Franciszka Józefa z nożem i zranił go w szyję. Zamachowca obezwładnili adiutant Maximilian O’Donnell i rzeźnik Joseph Ettenreich. János Libenyi został stracony, zaś na pamiątkę ocalenia życia monarchy, jego brat, arcyksiążę Maksymilian nakazał wznieść kościół wotywny.

## Małżeństwo z Elżbietą Bawarską

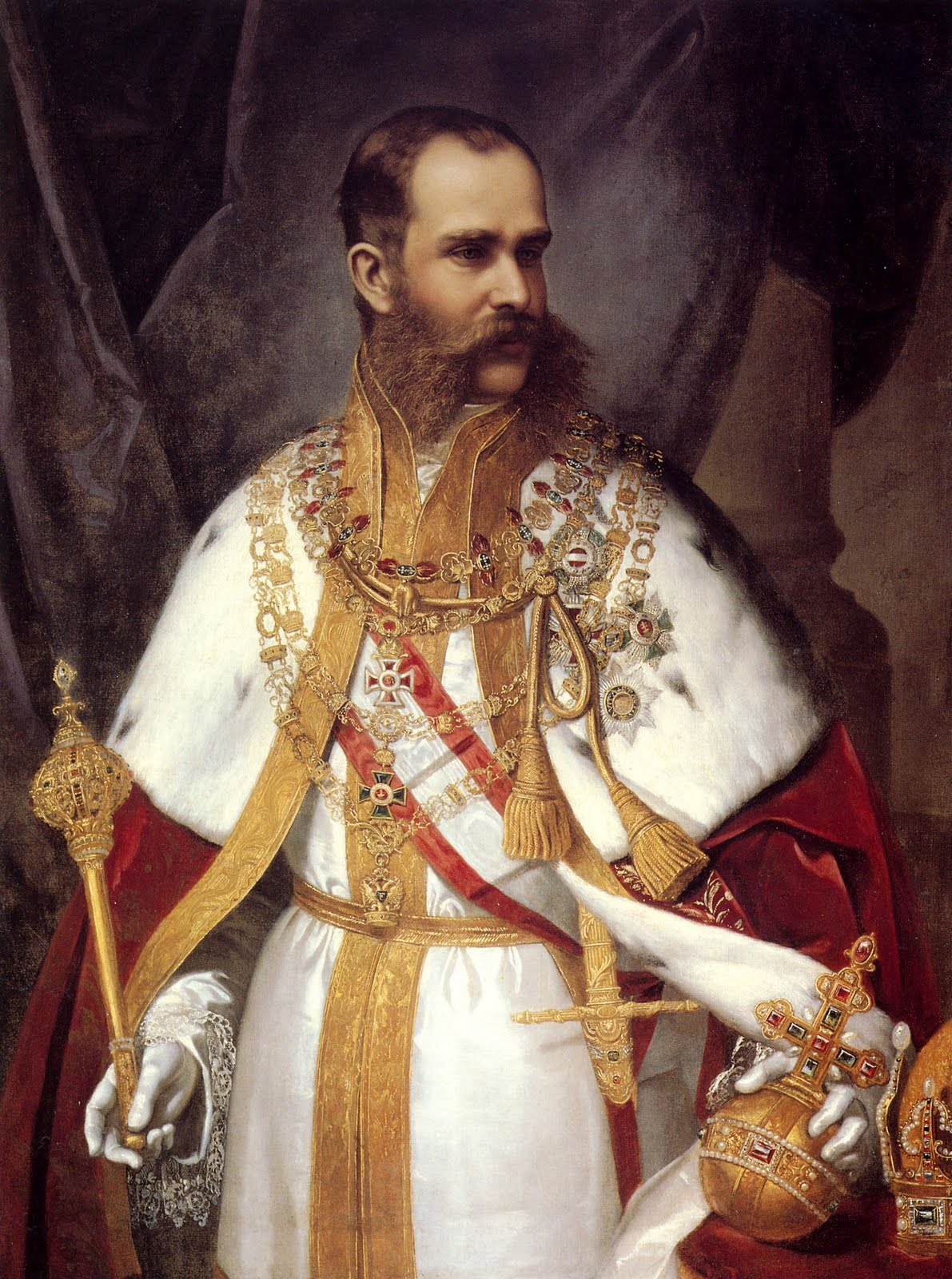
Cesarz Franciszek Józef I

Poszukiwania żony dla cesarza, w które była zaangażowana głównie jego matka, Zofia zakończyły się powodzeniem latem 1853. Początkowo małżonką Franciszka Józefa miała zostać Helena, księżniczka bawarska z rodu Wittelsbach. Jednak młody cesarz zakochał się ze wzajemnością w jej rodzonej siostrze Elżbiecie, znanej jako Sisi. Zaręczyny zostały ogłoszone 24 sierpnia 1853. Do zawarcia małżeństwa była konieczna dyspensa papieża ponieważ Franciszek Józef i Elżbieta byli blisko spokrewnieni. Matka Elżbiety, Ludwika Wittelsbach i matka Franciszka Józefa, Zofia były siostrami. W marcu 1854 spisano kontrakt małżeński. Ślub odbył się 24 kwietnia 1854 w wiedeńskim kościele Augustianów. Franciszek Józef i Elżbieta mieli czworo dzieci: syna Rudolfa oraz córki Zofię, Gizelę i Marię Walerię.
W 1854, podczas wojny krymskiej Austria pośrednio wystąpiła przeciw Rosji, okupując Mołdawię i Wołoszczyznę. Zimą tego samego roku Franciszek Józef z żoną odbył podróż po Lombardii i Wenecji, aby zademonstrować przynależność tych regionów do cesarstwa.
W 1859 Franciszek Józef mianował Polaka Agenora Gołuchowskiego ministrem spraw wewnętrznych. Zaplanował on reformę cesarstwa w duchu daleko idącego federalizmu. Zasady te zawierał tzw. dyplom październikowy. Jednak pod wpływem kół konserwatywnych w 1861 został wydany tzw. patent lutowy, który znacznie ograniczał kompetencje sejmów poszczególnych krajów.
Równocześnie postępował upadek przewodniej roli Austrii w Związku Niemieckim. Obrady sejmu zwołanego po raz ostatni przez cesarza Austrii ukazały niechęć Prus do jego polityki. Król Prus Wilhelm I Hohenzollern nie przybył, a Otto von Bismarck dążył do usunięcia Austrii ze Związku. W wyniku działań wojennych z Francją i Piemontem w 1859 Austria utraciła Lombardię na rzecz Włoch, w 1866 przegrała również wojnę z Prusami o hegemonię w Związku Niemieckim, który ostatecznie został rozwiązany. Poniesiona klęska uświadomiła Franciszkowi Józefowi konieczność wprowadzenia radykalnych zmian.

## Władca monarchii konstytucyjnej

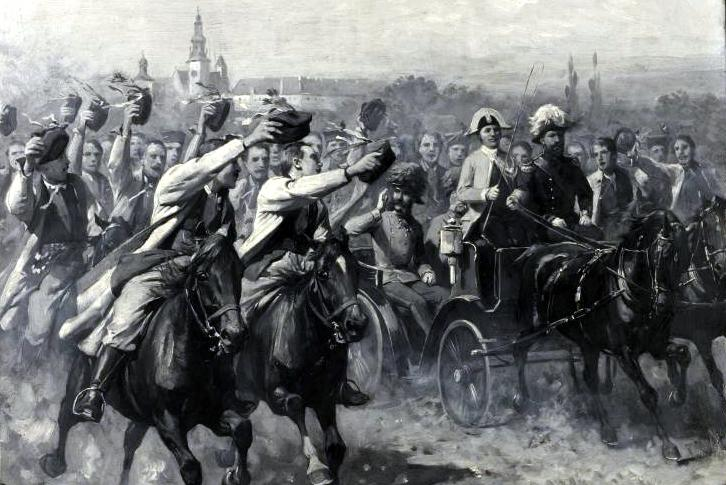
Franciszek Józef I na krakowskich Błoniach, 1880

W celu ratowania państwa Habsburgów Franciszek Józef został zmuszony do porozumienia się z Węgrami. W 1867 powstały dualistyczne Austro-Węgry. 8 czerwca 1867 cesarz przyjął koronę świętego Stefana i tytuł „Apostolskiego Króla Węgier”, uznając tym samym równość Węgier wobec Cesarstwa Austrii. Na mocy ugody Austria i Węgry miały osobne parlamenty i rządy, jednak wspólne były trzy ministerstwa: spraw zagranicznych, wojny i finansów (to ostatnie opłacało koszty dwóch pierwszych). Wobec wojny francusko-pruskiej Franciszek Józef zajął neutralne stanowisko. W latach 1872–1873 doszło do zbliżenia z Rzeszą i Rosją, co znalazło wyraz w Sojuszu Trzech Cesarzy. Podczas kongresu berlińskiego Austria uzyskała zgodę na okupację Bośni i Hercegowiny. Było to przykładem niezdecydowanej polityki cesarza, który zamiast poprzeć ruchy południowosłowiańskie, bądź wystąpić razem z Turcją przeciw Rosji zadowolił się okupacją biednego obszaru, pogłębiając niechęć żywioną do Austrii ze strony południowych Słowian. Wzrost zagrożenia ze strony Rosji na Bałkanach zmusił cesarza do zawarcia sojuszu wojskowego z Niemcami (1879), do którego trzy lata później przystąpiły Włochy. W ten sposób uformowało się Trójprzymierze, jeden z dwóch wielkich bloków militarnych w Europie.
We wrześniu 1880 cesarz odbył podróż do Galicji, gdzie został owacyjnie przyjęty przez mieszkańców. W Krakowie obiecał pomóc w restauracji Zamku Królewskiego na Wawelu. Pod wpływem skutków tragicznego pożaru Ringtheater w Wiedniu, który miał miejsce 8 grudnia 1881 i pochłonął 386 ofiar Franciszek Józef z prywatnych środków sfinansował budowę tzw. Sühnhaus – budynku czynszowego dla ubogich. Wielkim wstrząsem dla cesarza było domniemane samobójstwo jego syna Rudolfa w Mayerlingu (1889) oraz morderstwo jego żony Elżbiety Bawarskiej (1898). Następcą tronu został brat cesarza, arcyksiążę Karol Ludwik, a po jego śmierci jego syn, arcyksiążę Franciszek Ferdynand. W sierpniu 1903 podczas konklawe Franciszek Józef za pośrednictwem kardynała Jana Puzyny, biskupa krakowskiego zgłosił po raz ostatni w historii weto (tzw. ekskluzywę), uniemożliwiając tym samym wybór kardynała Mariano Rampolla del Tindaro na papieża.

## Ostatnie lata życia

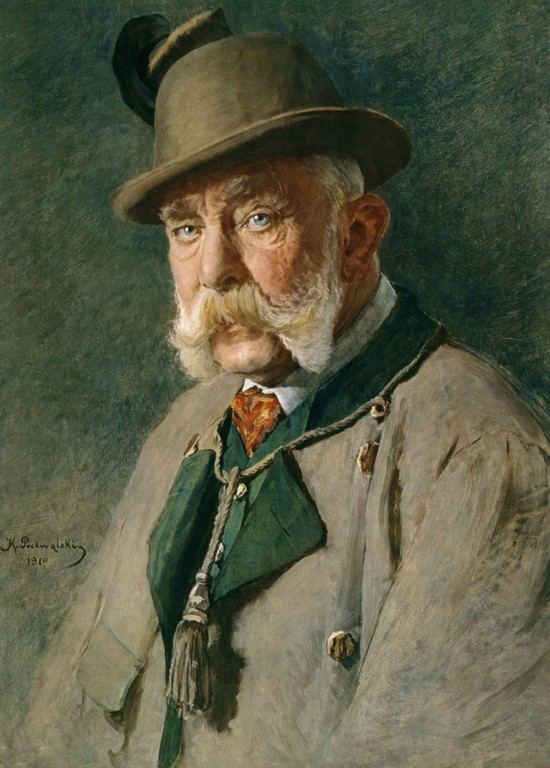
Franciszek Józef I na obrazie Kazimierza Pochwalskiego, 1910

W czerwcu 1908 Franciszek Józef uroczyście obchodził 60. rocznicę wstąpienia na tron. W Wiedniu zjawiło się  z życzeniami wiele koronowanych głów, m.in. król Anglii Edward VII oraz wszyscy książęta niemieccy na czele z cesarzem Wilhelmem II. Hołd ten znacznie wzmocnił prestiż Austro-Węgier, które popadały w coraz większą zależność od Cesarstwa Niemieckiego.
Jesienią 1908 Austro-Węgry ogłosiły aneksję Bośni i Hercegowiny. Doprowadziło to do zaostrzenia sytuacji na Bałkanach. 28 czerwca 1914 roku w Sarajewie został zabity następca tronu Franciszek Ferdynand. 28 lipca Austria wypowiedziała wojnę Serbii, co doprowadziło w konsekwencji do wybuchu I wojny światowej. Informację o wybuchu wojny cesarz przekazał poddanym w proklamacji Do Moich Ludów.
Franciszek Józef zdawał sobie sprawę, że wojna źle rokuje monarchii Habsburgów i podobno tuż przed śmiercią zamierzał za wszelką cenę zawrzeć pokój z państwami Trójporozumienia. Znane są jego słowa, że „monarchia idzie na dno, ale przynajmniej z honorem”. Jednym z ostatnich dokumentów, jakie podpisał, był akt 5 listopada, powołujący „samodzielne państwo polskie” pod patronatem Niemiec i Austro-Węgier.

## Śmierć

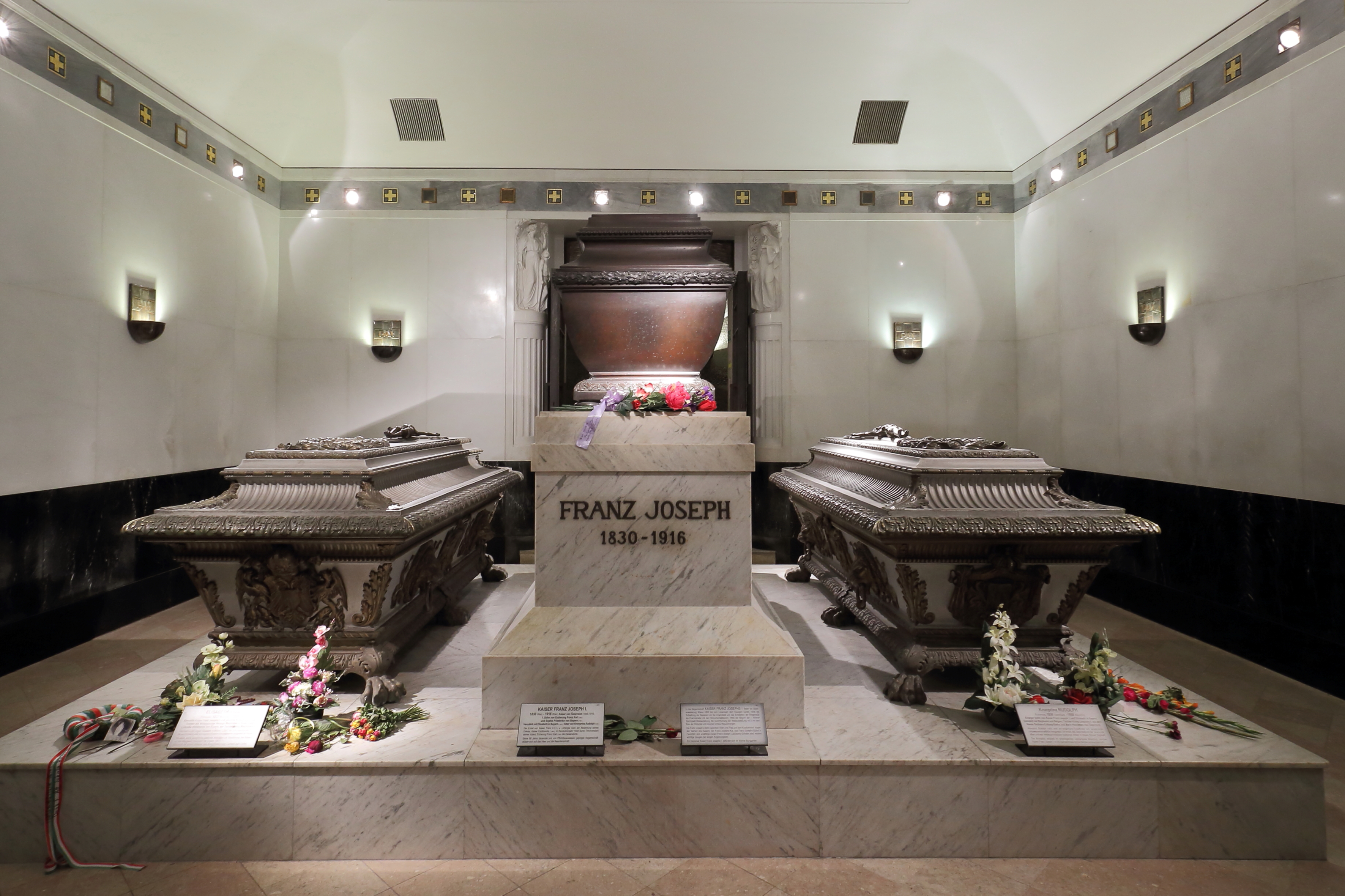
Krypta cesarska w kościele kapucynów w Wiedniu

Franciszek Józef zmarł w pałacu Schönbrunn wieczorem 21 listopada 1916 w wieku 86 lat. Jego śmierć była następstwem zapalenia prawego płuca, które rozwinęło się w wyniku przeziębienia podczas spaceru z królem Bawarii Ludwikiem III w parku Schönbrunn. Następcą tronu został wnuk brata cesarza, Karol I, który panował do upadku imperium w 1918. Franciszek Józef został pochowany w krypcie cesarskiej pod Kościołem Kapucynów, między żoną a synem.

## Tytulatura (po 1867)

Herb Monarchii Austro-Węgierskiej

Z Bożej Łaski cesarz Austrii,
apostolski król Węgier,
król Czech, Dalmacji, Chorwacji, Slawonii, Galicji, Lodomerii i Ilyrii,
król Jerozolimy etc, etc…
arcyksiążę Austrii,
wielki książę Toskanii i Krakowa,
książę Lotaryngii, Salzburga, Styrii, Karyntii, Krainy i Bukowiny,
wielki książę Siedmiogrodu,
margrabia Moraw,
książę Górnego i Dolnego Śląska, Modeny, Parmy, Piacenzy, Guastalli, Oświęcimia i Zatora,
Cieszyna, Frulii, Raguzy i Zadaru,
uksiążęcony hrabia Habsburga i Tyrolu, Kyburga, Gorycji i Gradiszki,
książę Trydentu i Brixen,
margrabia Łużyc Dolnych i Górnych oraz Istrii,
hrabia Hohenembs, Feldkirch, Bregenz, Sonnenbergu,
pan Triestu, Cattaro i Marchii Słoweńskiej,
wielki wojewoda województwa Serbii, etc, etc, …

## Ocena panowania

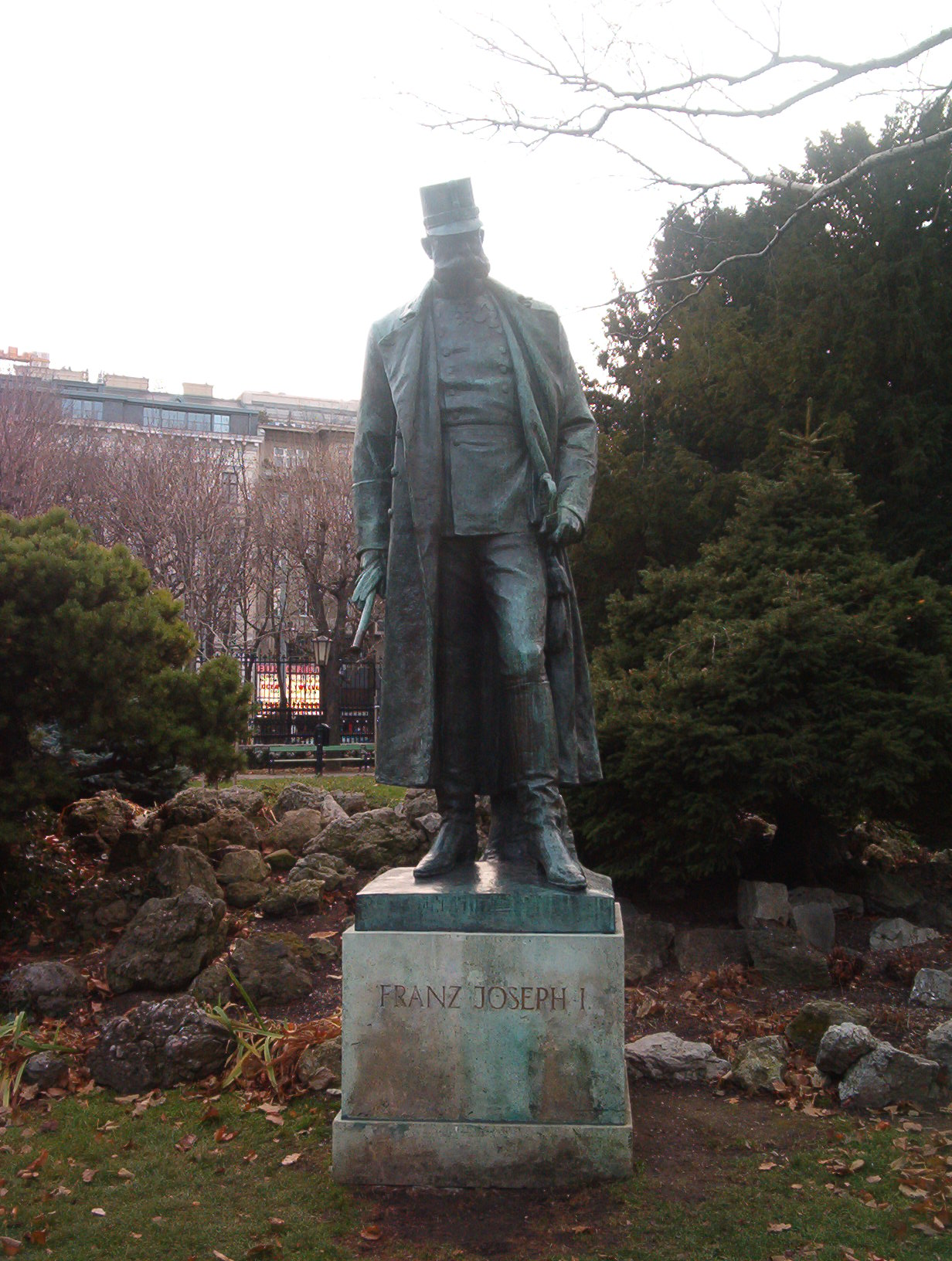
Pomnik Franciszka Józefa w Wiedniu

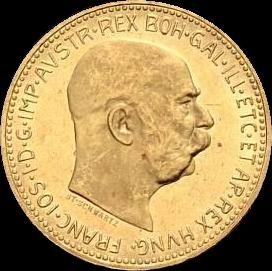
Złota 20-koronówka z 1910 roku z wizerunkiem Franciszka Józefa

Panowanie Franciszka Józefa przyniosło Austrii prawie pół wieku pokoju, ale uzależniło ją politycznie od Niemiec. O poważaniu, jakim cesarz cieszył się w społeczeństwie świadczy, że przed 50-leciem panowania poprosił poddanych, aby wysłali mu pocztówki z widokami swoich rodzinnych miejscowości. Do 2 grudnia 1898 otrzymał około 10 mln kartek pocztowych. Za jego panowania gruntownie przebudowano Wiedeń, który stał się europejską metropolią.

## Odznaczenia
- Wielki Mistrz Orderu Złotego Runa[5]
- Wielki Mistrz Orderu Marii Teresy[5]
- Wielki Mistrz Orderu Świętego Stefana[5]
- Wielki Mistrz Orderu Leopolda[5]
- Wielki Mistrz Orderu Korony Żelaznej[5]
- Wielki Mistrz Orderu Franciszka Józefa (fundator w 1849)[5]
- Medal Wojenny
- Odznaka za 50-letnią Służbę Wojskową dla Oficerów
- Medal Jubileuszowy Pamiątkowy dla Sił Zbrojnych i Żandarmerii
- Krzyż Jubileuszowy Wojskowy
- Order Świętego Jerzego IV kl. (Rosja)
- Order Słonia (Dania, 1849)[6]
- Order Świętych Cyryla i Metodego (Bułgaria)[5]
- Order Królewski Serafinów (Szwecja)[5]
- Order Świętego Andrzeja (Rosja)[5]
- Order Świętego Huberta (Bawaria)[5]
- Order Korony Rucianej (Saksonia)[5]
- Order Lwa Norweskiego (Norwegia)[5]
- Order Ducha Świętego (Francja)
- Order Orła Czarnego (Prusy)[5]
- Order Annuncjaty (Włochy)[5]
- Order Podwiązki (1867, Wielka Brytania)[5]
- Królewski Łańcuch Wiktoriański (1904, Wielka Brytania))[7]
- Krzyż Zasługi Wojennej I i II kl. (Meklemburgia-Strelitz)[8]
- Krzyż Wielki Orderu Kamehamehy I (1865, Hawaje)[9]
- Krzyż Wielki Orderu Kalākauy (1878, Hawaje)[9]

## Genealogia
| Prapradziadkowie                               | cesarz rzymski Franciszek I Lotaryński (1708–1765) ∞ 1736 Maria Teresa Habsburg (1717–1780)         | król Hiszpanii Karol III Hiszpański (1716–1788) ∞ 1738 Maria Amalia Wettyn (1724–1760)              | król Hiszpanii Karol III Hiszpański (1716–1788) ∞ 1738 Maria Amalia Wettyn (1724–1760)              | cesarz rzymski Franciszek I Lotaryński (1708–1765) ∞ 1736 Maria Teresa Habsburg (1717–1780)         | Christian III Wittelsbach (1674–1735) ∞1719 Karolina Nassau-Saarbrücken (1704–1774)                     | Józef Karol Wittelsbach (1694–1729) ∞1717 Elżbieta Augusta Wittelsbach (1693–1728)                      | wielki książę Badenii Karol Fryderyk Badeński (1728–1811) ∞ 1751 Karolina Hessen-Darmstadt (1723–1783)  | landgraf Hesji-Darmstadt Ludwik IX (1719–1790) ∞ 1741 Karolina Wittelsbach (1721–1774)                  |                                 |
| Pradziadkowie                                  | cesarz rzymski Leopold II Habsburg (1747–1792) ∞ 1765 Maria Ludwika Burbon (1745–1792)              | cesarz rzymski Leopold II Habsburg (1747–1792) ∞ 1765 Maria Ludwika Burbon (1745–1792)              | król Hiszpanii Ferdynand I Burbon (1751–1816) ∞ 1768 Maria Karolina Habsburg (1752–1814)            | król Hiszpanii Ferdynand I Burbon (1751–1816) ∞ 1768 Maria Karolina Habsburg (1752–1814)            | Fryderyk Michał Wittelsbach (1724–1767) ∞1746 Maria Franciszka Wittelsbach (1724–1794)                  | Fryderyk Michał Wittelsbach (1724–1767) ∞1746 Maria Franciszka Wittelsbach (1724–1794)                  | Karol Ludwik Badeński (1755–1801) ∞ 1774 Amalia Fryderyka Hessen-Darmstadt (1754–1832)                  | Karol Ludwik Badeński (1755–1801) ∞ 1774 Amalia Fryderyka Hessen-Darmstadt (1754–1832)                  |                                 |
| Dziadkowie                                     | cesarz Austrii Franciszek II Habsburg (1768–1835) ∞ 1790 Maria Teresa Burbon-Sycylijska (1772–1807) | cesarz Austrii Franciszek II Habsburg (1768–1835) ∞ 1790 Maria Teresa Burbon-Sycylijska (1772–1807) | cesarz Austrii Franciszek II Habsburg (1768–1835) ∞ 1790 Maria Teresa Burbon-Sycylijska (1772–1807) | cesarz Austrii Franciszek II Habsburg (1768–1835) ∞ 1790 Maria Teresa Burbon-Sycylijska (1772–1807) | król Bawarii Maksymilian I Józef Wittelsbach (1756–1825) ∞ 1797 Karolina Fryderyka Badeńska (1776–1841) | król Bawarii Maksymilian I Józef Wittelsbach (1756–1825) ∞ 1797 Karolina Fryderyka Badeńska (1776–1841) | król Bawarii Maksymilian I Józef Wittelsbach (1756–1825) ∞ 1797 Karolina Fryderyka Badeńska (1776–1841) | król Bawarii Maksymilian I Józef Wittelsbach (1756–1825) ∞ 1797 Karolina Fryderyka Badeńska (1776–1841) |                                 |
| Rodzice                                        | arcyksiążę Franciszek Karol Habsburg (1802–1878) ∞ 1824 arcyksiężna Zofia Wittelsbach (1805–1872)   | arcyksiążę Franciszek Karol Habsburg (1802–1878) ∞ 1824 arcyksiężna Zofia Wittelsbach (1805–1872)   | arcyksiążę Franciszek Karol Habsburg (1802–1878) ∞ 1824 arcyksiężna Zofia Wittelsbach (1805–1872)   | arcyksiążę Franciszek Karol Habsburg (1802–1878) ∞ 1824 arcyksiężna Zofia Wittelsbach (1805–1872)   | arcyksiążę Franciszek Karol Habsburg (1802–1878) ∞ 1824 arcyksiężna Zofia Wittelsbach (1805–1872)       | arcyksiążę Franciszek Karol Habsburg (1802–1878) ∞ 1824 arcyksiężna Zofia Wittelsbach (1805–1872)       | arcyksiążę Franciszek Karol Habsburg (1802–1878) ∞ 1824 arcyksiężna Zofia Wittelsbach (1805–1872)       | arcyksiążę Franciszek Karol Habsburg (1802–1878) ∞ 1824 arcyksiężna Zofia Wittelsbach (1805–1872)       |                                 |
| Franciszek Józef I (1830–1916), Cesarz Austrii | | | | | | | | |                                 |
| Żona                                           | ∞ Elżbieta Bawarska (1837–1898)                                                                     | ∞ Elżbieta Bawarska (1837–1898)                                                                     | ∞ Elżbieta Bawarska (1837–1898)                                                                     | ∞ Elżbieta Bawarska (1837–1898)                                                                     | ∞ Elżbieta Bawarska (1837–1898)                                                                         | ∞ Elżbieta Bawarska (1837–1898)                                                                         | ∞ Elżbieta Bawarska (1837–1898)                                                                         | ∞ Elżbieta Bawarska (1837–1898)                                                                         | ∞ Elżbieta Bawarska (1837–1898) |
| Dzieci                                         | Zofia Habsburg-Lotaryńska (1855–1857)                                                               | Zofia Habsburg-Lotaryńska (1855–1857)                                                               | Gizela Habsburg-Lotaryńska (1856–1932) ∞1873 Leopold Bawarski (1846–1930)                           | Gizela Habsburg-Lotaryńska (1856–1932) ∞1873 Leopold Bawarski (1846–1930)                           | Rudolf Habsburg-Lotaryński (1858–1889) ∞1881 Stefania Klotylda Koburg (1864–1945)                       | Rudolf Habsburg-Lotaryński (1858–1889) ∞1881 Stefania Klotylda Koburg (1864–1945)                       | Maria Waleria Habsburg-Lotaryńska (1868–1924) ∞1890 Franciszek Salwator Toskański (1866–1939)           | Maria Waleria Habsburg-Lotaryńska (1868–1924) ∞1890 Franciszek Salwator Toskański (1866–1939)           |                                 |